# Alberto Cifuentes
Alberto Cifuentes Martínez (ur. 29 maja 1979 w Albacete) – hiszpański piłkarz występujący na pozycji bramkarza w hiszpańskim klubie Cádiz CF. Wychowanek Albacete Balompié, w swojej karierze reprezentował także barwy m.in. Mallorki. Salamanki czy Murcii. Ma na swoim koncie 128 spotkań w Segunda División.

## Statystyki klubowe
| Sezon   | Klub              | Kraj      | Liga               | Mecze | Bramki |
| ------- | ----------------- | --------- | ------------------ | ----- | ------ |
| 1998/99 | Albacete Balompié | Hiszpania | Segunda División   | 19    | 0      |
| 1999/00 | Dos Hermanas      | Hiszpania | Segunda División B | 24    | 0      |
| 2000/01 | Mallorca B        | Hiszpania | Segunda División B | 36    | 0      |
| 2001/02 | Mallorca B        | Hiszpania | Segunda División B | 34    | 0      |
| 2002/03 | Mallorca B        | Hiszpania | Segunda División B | 13    | 0      |
| 2003/04 | Ciudad de Murcia  | Hiszpania | Segunda División   | 18    | 0      |
| 2004/05 | RCD Mallorca      | Hiszpania | Primera División   | 0     | 0      |
| 2005/06 | Rayo Vallecano    | Hiszpania | Segunda División B | 36    | 0      |
| 2006/07 | Rayo Vallecano    | Hiszpania | Segunda División B | 38    | 0      |
| 2007/08 | UD Salamanca      | Hiszpania | Segunda División   | 22    | 0      |
| 2008/09 | UD Salamanca      | Hiszpania | Segunda División   | 33    | 0      |
| 2009/10 | Real Murcia       | Hiszpania | Segunda División   | 18    | 0      |
| 2010/11 | Real Murcia       | Hiszpania | Segunda División B | 41    | 0      |
| 2011/12 | Real Murcia       | Hiszpania | Segunda División   | 33    | 0      |
| 2012/13 | Real Murcia       | Hiszpania | Segunda División   | 2     | 0      |
| 2013/14 | La Hoya Lorca     | Hiszpania | Segunda División B | 41    | 0      |
| 2014/15 | Piast Gliwice     | Polska    | Ekstraklasa        | 15    | 0      |
| 2015/16 | Cádiz CF          | Hiszpania | Segunda División   | 42    | 0      |
| 2016/17 | Cádiz CF          | Hiszpania | Segunda División   | 41    | 0      |
| 2017/18 | Cádiz CF          | Hiszpania | Segunda División   | 42    | 0      |
| 2018/19 | Cádiz CF          | Hiszpania | Segunda División   | 41    | 0      |

Stan na: 10 czerwca 2019 r.